# Gerhard Jacobs
Gerhard Jacobs (* 7. November 1938 in Nieukerk; † 18. November 2024) war ein deutscher Politiker und Landtagsabgeordneter (CDU).

## Leben und Beruf
Nach dem Besuch der Volksschule absolvierte er eine landwirtschaftliche Ausbildung, war in der Landwirtschaft tätig und selbstständiger Landwirt. An der Akademie Klausenhof bildete er sich zum Referenten weiter. Seit 1962 war Jacobs Bildungsreferent der Katholischen Landjugend- und Landvolkbewegung im Bistum Münster.
Der CDU gehörte Jacobs seit 1962 an. Er war in zahlreichen Parteigremien tätig.

## Abgeordneter
Vom 30. Mai 1985 bis zum 30. Mai 1990 und vom 29. Oktober 1994 bis zum 31. Mai 1995 war Jacobs Mitglied des Landtags des Landes Nordrhein-Westfalen. Er wurde über die Landesliste seiner Partei gewählt und rückte in der elften Wahlperiode über die Reserveliste für Heinrich Dreyer nach.
Dem Kreistag des Kreises Kleve gehörte er von 1994 bis 2004 an. Von 1994 bis 1999 war er Landrat, von 1999 bis 2004 stellvertretender Landrat.